# Mistrzostwa Świata w Lekkoatletyce 1987 – bieg na 800 m kobiet

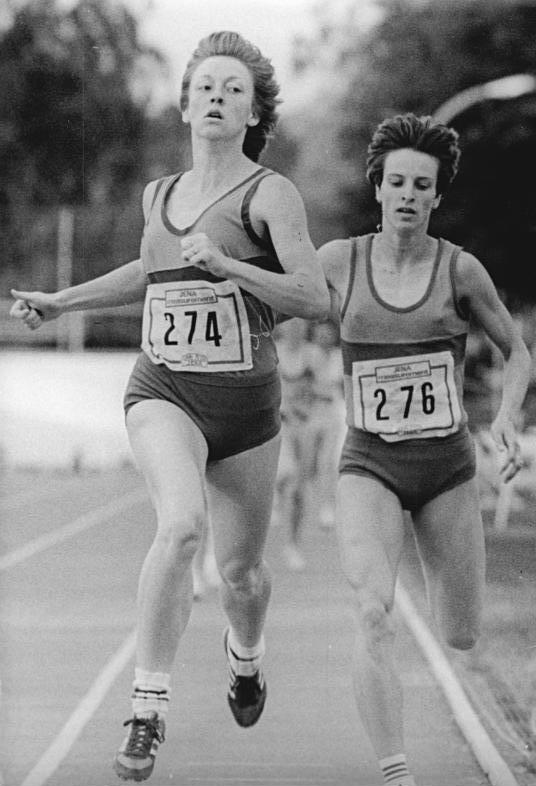
Mistrzyni świata Sigrun Wodars (z prawej) i wicemistrzyni świata Christine Wachtel

Bieg na 800 metrów kobiet – jedna z konkurencji biegowych rozgrywanych podczas lekkoatletycznych mistrzostw świata w 1987 na Stadionie Olimpijskim w Rzymie.
Zwyciężczynią została Sigrun Wodars z Niemieckiej Republiki Demokratycznej. Tytułu zdobytego na poprzednich mistrzostwach nie obroniła Jarmila Kratochvílová z Czechosłowacji, która tym razem zajęła 5. miejsce w finale.

## Terminarz
| Data        |            |
| ----------- | ---------- |
| 29 sierpnia | Eliminacje |
| 30 sierpnia | Półfinały  |
| 31 sierpnia | Finał      |

## Rekordy
|                          | Zawodniczka           | Wynik   | Miejsce   | Data                 |
| ------------------------ | --------------------- | ------- | --------- | -------------------- |
| Rekord świata            | Jarmila Kratochvílová | 1:53,28 | Monachium | 26 lipca 1983(dts)   |
| Rekord mistrzostw świata | Jarmila Kratochvílová | 1:54,68 | Helsinki  | 9 sierpnia 1983(dts) |

## Wyniki

### Eliminacje
Rozegrano 4 biegi eliminacyjne. Z każdego biegu trzy najlepsze zawodniczki automatycznie awansowały do półfinałów (Q). Skład półfinalistek uzupełniły cztery najszybsze biegaczki spoza pierwszej trójki ze wszystkich biegów eliminacyjnych (q).

#### Bieg 1
| Poz. | Imię i nazwisko              | Narodowość                        | Wynik   | Uwagi |
| ---- | ---------------------------- | --------------------------------- | ------- | ----- |
| 1    | Slobodanka Čolović           | Jugosławia                        | 2:02,54 | Q     |
| 2    | Delisa Walton-Floyd          | Stany Zjednoczone                 | 2:02,76 | Q     |
| 3    | Jarmila Kratochvílová        | Czechosłowacja                    | 2:03,06 | Q     |
| 4    | Rosa Colorado                | Hiszpania                         | 2:03,40 |       |
| 5    | Soraya Telles                | Brazylia                          | 2:03,55 |       |
| 6    | Ausa Mwendachabe             | Zambia                            | 2:07,06 |       |
| 7    | Jacqueline Rasaozanamanalina | Madagaskar                        | 2:11,27 |       |
| –    | Maria Lomba                  | Wyspy Świętego Tomasza i Książęca | DNS     |       |

#### Bieg 2
| Poz. | Imię i nazwisko      | Narodowość        | Wynik   | Uwagi |
| ---- | -------------------- | ----------------- | ------- | ----- |
| 1    | Ana Fidelia Quirot   | Kuba              | 2:01,99 | Q     |
| 2    | Mitica Junghiatu     | Rumunia           | 2:02,23 | Q     |
| 3    | Nathalie Thoumas     | Francja           | 2:02,54 | Q     |
| 4    | Essie Washington     | Stany Zjednoczone | 2:02,61 | q     |
| 5    | Selina Chirchir      | Kenia             | 2:02,90 |       |
| 6    | Jennifer Fisher      | Bermudy           | 2:09,04 |       |
| 7    | Mireille Sankaatsing | Surinam           | 2:12,02 |       |
| –    | Chakma Sharmila Ray  | Bangladesz        | DNS     |       |

#### Bieg 3
| Poz. | Imię i nazwisko    | Narodowość      | Wynik   | Uwagi |
| ---- | ------------------ | --------------- | ------- | ----- |
| 1    | Christine Wachtel  | NRD             | 2:01,50 | Q     |
| 2    | Lubow Gurina       | ZSRR            | 2:01,74 | Q     |
| 3    | Diane Edwards      | Wielka Brytania | 2:02,57 | Q     |
| 4    | Cătălina Gheorghiu | Rumunia         | 2:03,04 |       |
| 5    | Angelita Lind      | Portoryko       | 2:04,59 |       |
| 6    | Puseletso Monkoe   | Lesotho         | 2:22,29 |       |
| 7    | Leticia Thomas     | Dominika        | 2:26,02 |       |
| –    | Andri Awraam       | Cypr            | DNS     |       |

#### Bieg 4
| Poz. | Imię i nazwisko     | Narodowość        | Wynik   | Uwagi |
| ---- | ------------------- | ----------------- | ------- | ----- |
| 1    | Sigrun Wodars       | NRD               | 1:59,57 | Q     |
| 2    | Gabriela Sedláková  | Czechosłowacja    | 2:00,23 | Q     |
| 3    | Nadieżda Olizarenko | ZSRR              | 2:00,28 | Q     |
| 4    | Mary Burzminski     | Kanada            | 2:01,62 | q     |
| 5    | Joetta Clark        | Stany Zjednoczone | 2:01,81 | q     |
| 6    | Maria Akraka        | Szwecja           | 2:02,24 | q     |
| 7    | Zeina Boulos Neaimi | Liban             | 2:15,75 |       |
| –    | Christine Bakombo   | Zair              | DNS     |       |

### Półfinały
Rozegrano 2 biegi półfinałowe. Z każdego biegu trzy najlepsze zawodniczki awansowały do finału (Q). Skład finalistek uzupełniły dwie najszybsze sprinterki spoza pierwszej trójki z obu biegów półfinałowych (q).

#### Bieg 1
| Poz. | Imię i nazwisko       | Narodowość        | Wynik   | Uwagi |
| ---- | --------------------- | ----------------- | ------- | ----- |
| 1    | Ana Fidelia Quirot    | Kuba              | 1:57,96 | Q     |
| 2    | Sigrun Wodars         | NRD               | 1:58,06 | Q     |
| 3    | Lubow Gurina          | ZSRR              | 1:58,16 | Q     |
| 4    | Jarmila Kratochvílová | Czechosłowacja    | 1:58,65 | q     |
| 5    | Slobodanka Čolović    | Jugosławia        | 1:58,85 | q     |
| 6    | Diane Edwards         | Wielka Brytania   | 1:59,34 |       |
| 7    | Essie Washington      | Stany Zjednoczone | 2:02,65 |       |
| 8    | Mary Burzminski       | Kanada            | 2:03,72 |       |

#### Bieg 2
| Poz. | Imię i nazwisko     | Narodowość        | Wynik   | Uwagi |
| ---- | ------------------- | ----------------- | ------- | ----- |
| 1    | Christine Wachtel   | NRD               | 2:01,47 | Q     |
| 2    | Nadieżda Olizarenko | ZSRR              | 2:01,63 | Q     |
| 3    | Mitica Junghiatu    | Rumunia           | 2:01,65 | Q     |
| 4    | Gabriela Sedláková  | Czechosłowacja    | 2:02,27 |       |
| 5    | Delisa Walton-Floyd | Stany Zjednoczone | 2:02,45 |       |
| 6    | Nathalie Thoumas    | Francja           | 2:03,90 |       |
| 7    | Maria Akraka        | Szwecja           | 2:05,20 |       |
| 8    | Joetta Clark        | Stany Zjednoczone | 2:06,10 |       |

### Finał
| Poz. | Imię i nazwisko       | Narodowość     | Wynik   | Uwagi |
| ---- | --------------------- | -------------- | ------- | ----- |
| 1    | Sigrun Wodars         | NRD            | 1:55,26 | [ 2 ] |
| 2    | Christine Wachtel     | NRD            | 1:55,32 |       |
| 3    | Lubow Gurina          | ZSRR           | 1:55,56 |       |
| 4    | Ana Fidelia Quirot    | Kuba           | 1:55,84 | [ 3 ] |
| 5    | Jarmila Kratochvílová | Czechosłowacja | 1:57,81 |       |
| 6    | Mitica Junghiatu      | Rumunia        | 1:59,66 |       |
| 7    | Nadieżda Olizarenko   | ZSRR           | 2:00,28 |       |
| 8    | Slobodanka Čolović    | Jugosławia     | 2:02,09 |       |